# International Christian Fellowship
International Christian Fellowship (ICF) è un'associazione di chiese evangeliche del Movimento neo-carismatico, fondata nel 1990 a Zurigo in Svizzera. ICF si auto definisce come "Chiesa non-denominazionale con fondamenta bibliche".
L'ICF Movement ha molte chiese membro in diverse città della Svizzera, Italia, Albania, Austria, Cambogia, Repubblica Ceca, Germania, Israele e Paesi Bassi. In Italia ICF è presente a Reggio Emilia. ICF ha un College Biblico affiliato, l'ICF College, avente diverse sedi.
ICF Zurigo è una megachurch che nel 2017 contava 3500 persone.
Dal 1996 il leader internazionale dell'ICF Movement è Leo Bigger, pastore presso ICF Zurigo.

## Celebrations
Le celebrations (celebrazioni a Dio) avvengono la domenica nella chiesa locale per adorare Dio e ricevere un insegnamento biblico. Nonostante alcune differenze locali, le celebrations iniziano con il canto di lode (detto worship), che solitamente include Christian rock e talvolta altri generi musicali come il gospel, seguito da un messaggio pratico (sermone), offerte libere e periodicamente la Santa Cena. In molte chiese affiliate parallelamente ci sono sunday school appositamente pensate per bambini. In alcune comunità i fedeli si incontrano per la preghiera anche durante la settimana, mentre in quasi tutte le comunità sono attivi SmallGroup o Connect Group infrasettimanali.
La musica moderna in stile Christian rock, rock, pop, house, dance, soul o gospel è parte di ogni servizio. Tutta la celebration, e soprattutto la parte di worship, è simile ai servizi di adorazione di Hillsong e di altre comunità cristiane in stile contemporaneo. La tecnologia ha un peso importante e tutte le comunità di ICF organizzano le celebration con tecnologia contemporanea.

## ICF Worship

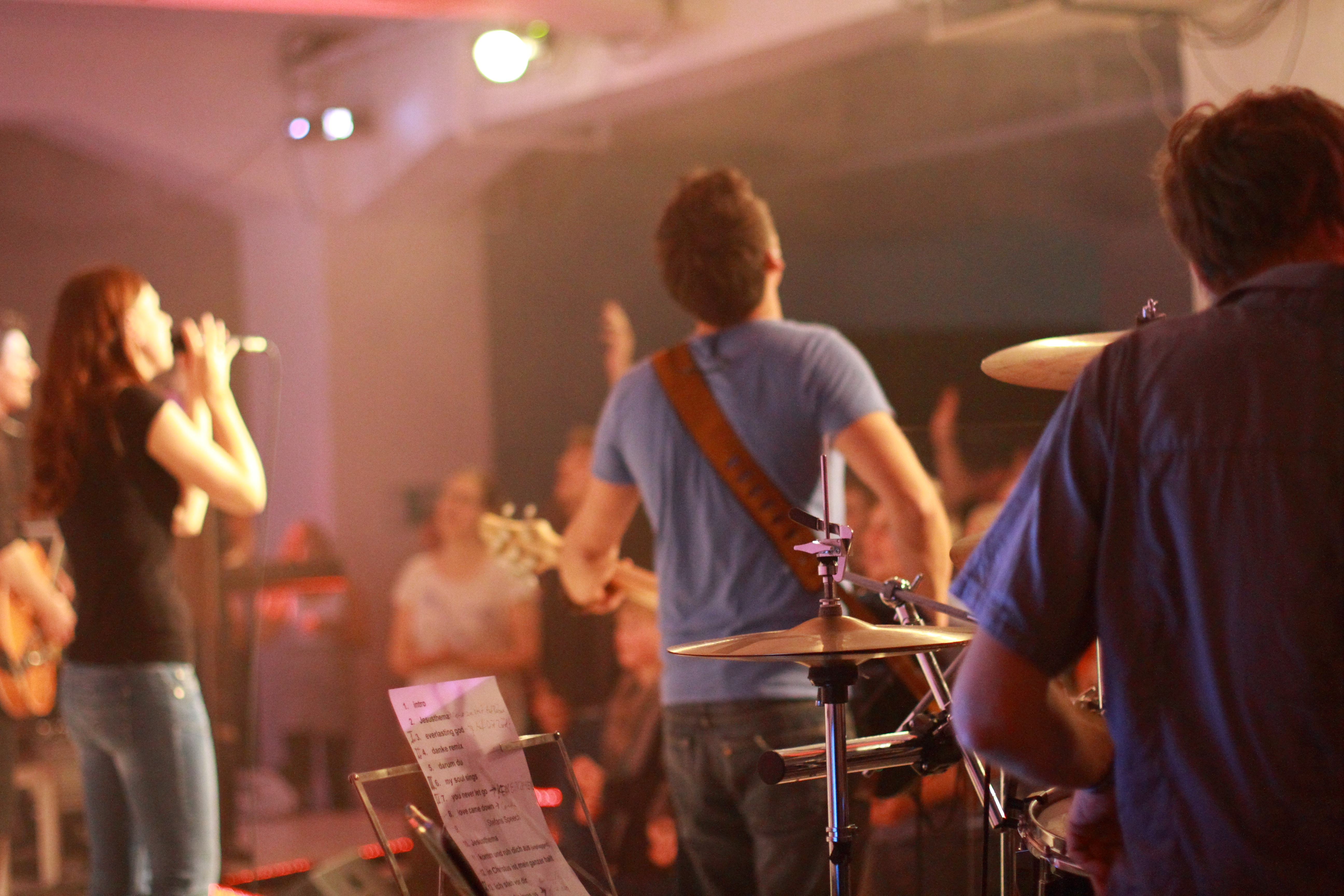
Celebration ICF Berlino

ICF Zurigo e le chiese dell'ICF Movement producono musica con il nome ICF Worship. Le canzoni vengono dalla chiesa locale e mirano a condurre le persone alla presenza di Dio. Dall'inizio del 2013, ICF Worship ha lavorato a stretto contatto con Integrity Music (UK/USA). Integrity Music pubblica e gestisce i brani di ICF Worship in tutto il mondo e offre supporto nella distribuzione delle canzoni nelle chiese di tutto il mondo. Dal 1996 sono stati prodotti più di 20 album e sono stati eseguiti numerosi concerti, tour e spettacoli musicali. Tra i suoi numerosi tour, ICF Worship ha effettuato un tour in Italia nell'autunno 2017 suonando a Palermo, Bari e Reggio Emilia. Il 15 giugno 2018 il tour internazionale di ICF Worship ha fatto nuovamente tappa a Reggio Emilia.

## ICF in Italia
ICF arriva in Italia nel 2016 a Reggio Emilia dove viene istituita la prima comunità parte dell'ICF Movement.

### ICF Reggio Emilia
L'ingresso dell'esistente Zion Church nell'ICF Movement nel 2016 porta alla creazione di ICF Reggio Emilia e alla prima comunità di ICF in Italia. La comunità è multietnica e variegata e conta un centinaio di persone; è guidata dal pastore Giovanni Carlucci e sua moglie Claudia.